# Micranthes integrifolia
Micranthes integrifolia là một loài thực vật có hoa trong họ Saxifragaceae. Loài này được (Hook.) Small miêu tả khoa học đầu tiên năm 1905.